# Bagnasco
Bagnasco (Bagnasch in piemontese) è un comune italiano di 934 abitanti della provincia di Cuneo in Piemonte.

## Geografia fisica
Circondato da monti e colline che raggiungono i 1.000 metri di altezza, il luogo è un importante snodo stradale di collegamenti tra la Valle Tanaro e le valli laterali: la Liguria attraverso Massimino, il colle dei Giovetti a 912 m e Calizzano e la Val Mongia attraverso Battifollo. Il paese è suddiviso in due quartieri: il quartiere Piano e il quartiere Borgo, il più antico e sede del palazzo comunale. Bagnasco appartiene alla diocesi di Mondovì. L'importanza strategica di Bagnasco è confermata dalla presenza dai ruderi delle notevoli fortificazioni che dominano sul borgo, nonché dal pregevole ponte aereo in cotto e pietra che con quattro arcate attraversa il Tanaro e sorregge una canalizzazione idrica.
A causa della sua posizione geografica in una conca, il microclima di Bagnasco durante l'inverno è il più freddo e nevoso della Val Tanaro. A gennaio la temperatura media giornaliera si aggira attorno agli 0°: le temperature minime mediamente scendono attorno a -6° e le massime risalgono a +6° anche se nelle notti serene e con calma di vento possono scendere sotto i -10°. Nel febbraio 2012 si è registrata una temperatura minima record di -19°.

Durante l'estate invece durante le ore centrali del giorno possono registrarsi temperature particolarmente elevate, anche sopra i +30° (il record di temperatura massima è di +37° e risale all'agosto 2003), ma le notti sono sempre fresche: le minime di norma non superano i +15/+16°.

## Storia

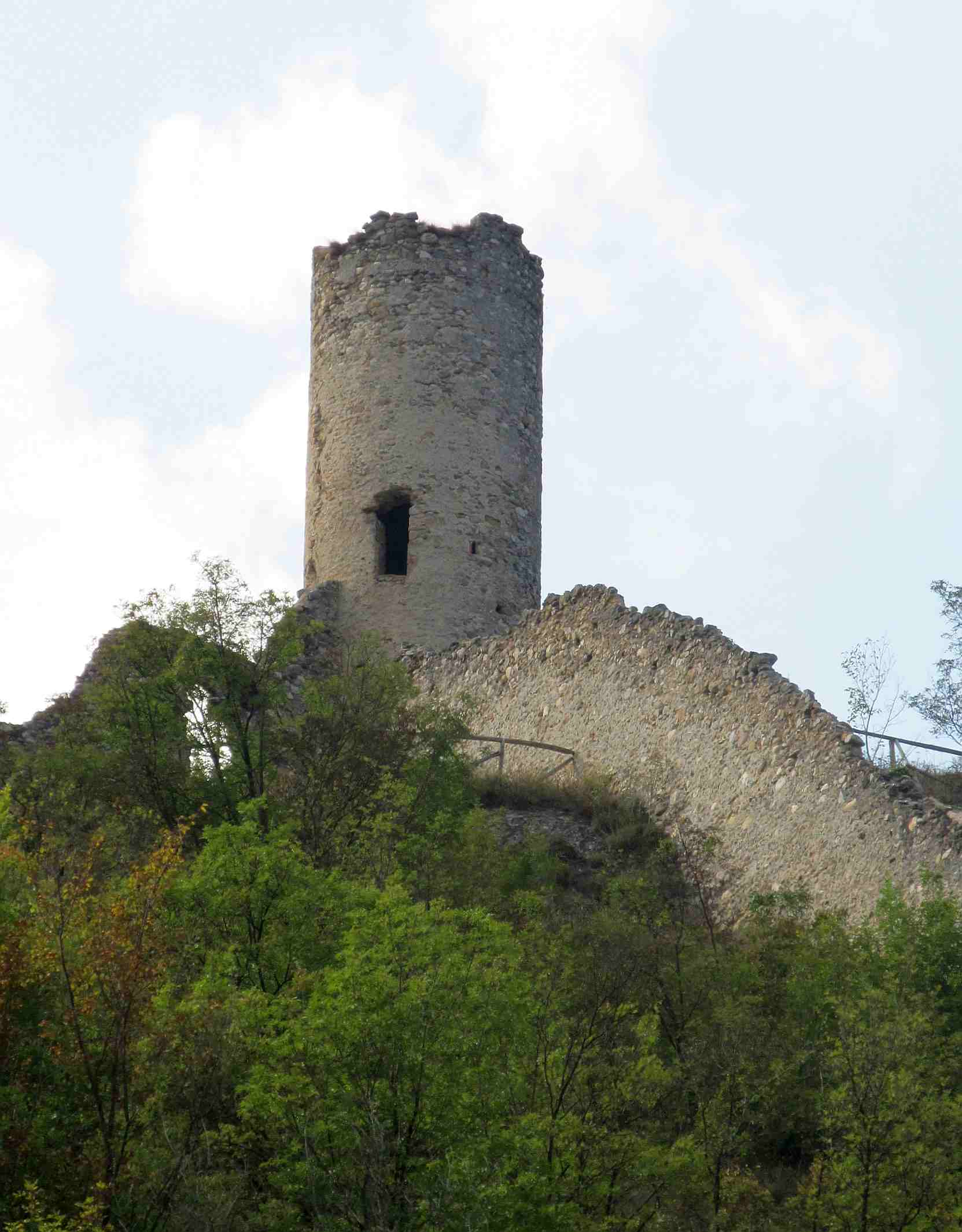
La torre medioevale

Bagnasco venne già citata nei tempi antichi, quando i Romani avevano preso il controllo della Liguria e del Piemonte. Difatti esiste un antico ponte romano, perfettamente restaurato che sorvola il fiume Tanaro. A testimonianza del suo passato, il paese veniva chiamato in latino Balneascum ad Tanarum, come testimonia un cartello lungo la strada statale (etimologia alquanto discutibile; il suffisso in -asco indica una probabile origine ligure, e Balneascum/Banneascum forse un prediale).
I Romani costruirono una fortificazione che successivamente fu abbattuta e probabilmente fornì il materiale lapideo per la costruzione del nuovo insediamento di Bagnasco, ex diruto Saracenorum castro.
Nel 967 l'imperatore Ottone I la confermò feudo al marchese Aleramo. Successivamente passò ai marchesi di Ceva, per poi passare nel 1558 ai Savoia.

### Simboli
Lo stemma del Comune di Bagnasco è stato concesso con decreto del presidente della Repubblica del 28 settembre 2007.
Il gonfalone è un drappo di azzurro.

## Monumenti e luoghi d'interesse

### Architetture civili e militari

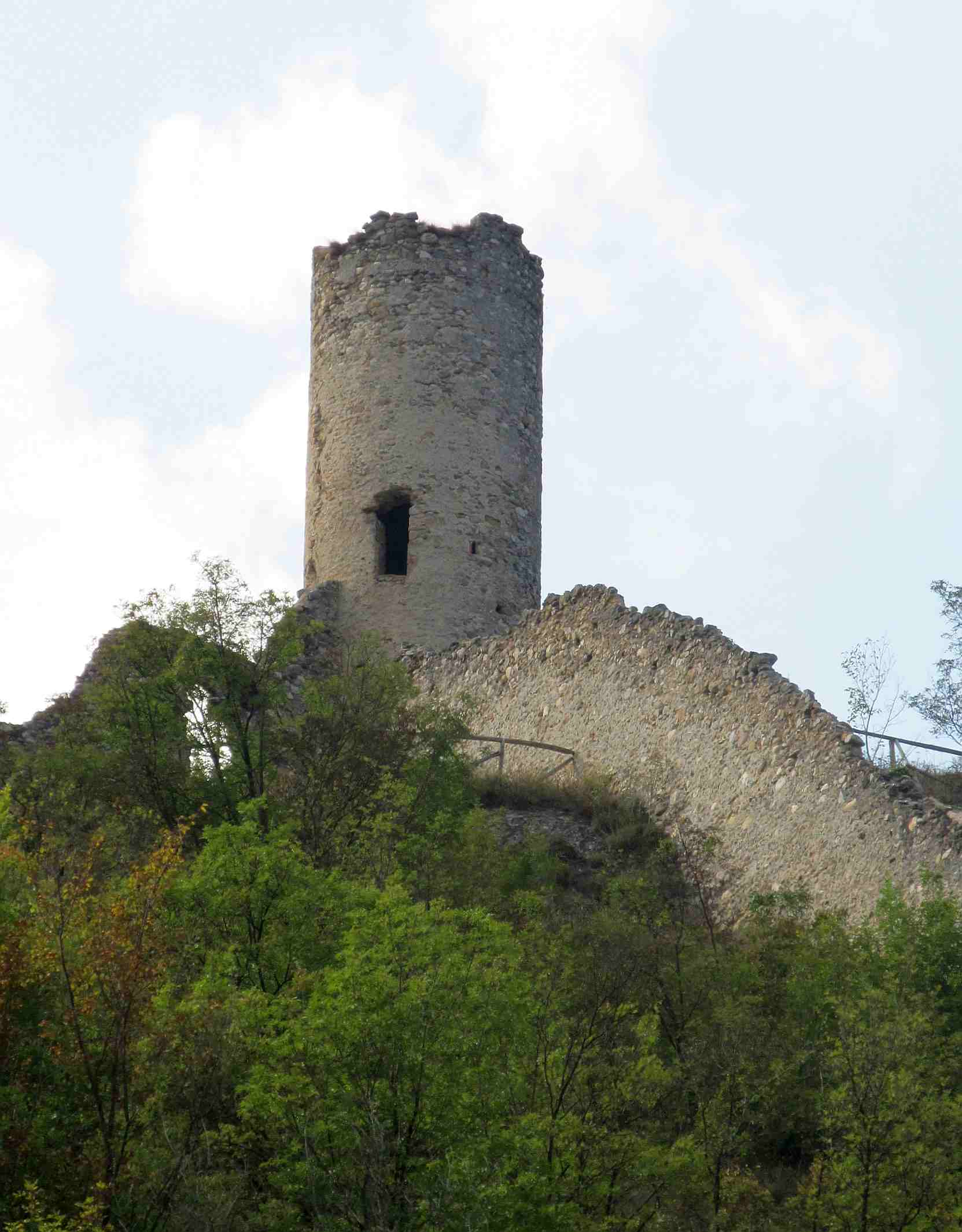
La torre medioevale

- Ponte romano sul fiume Tanaro, con aggiunta nei secoli successivi dell'arcata superiore che ospita un canale irriguo) gravemente danneggiata durante l'ultima alluvione.

- Sito fortificato di Santa Giulitta. Alcune centinaia di metri a monte della chiesa di Santa Giulitta, si trovano i resti di un castrum oggetto di scavi del Politecnico di Torino: "Castrum Sanctae Giulittae 2014"[5].

- Ruderi del castello dei marchesi di Ceva del XII secolo. Castello sito sulla cima di una collina che domina il centro storico ed era collegato tramite mura ad una torre a base circolare, posta a mezzavia scendendo verso il paese. Dalla torre partono due importanti muraglie che anticamente scendevano a valle come protezione del borgo.

### Architetture religiose

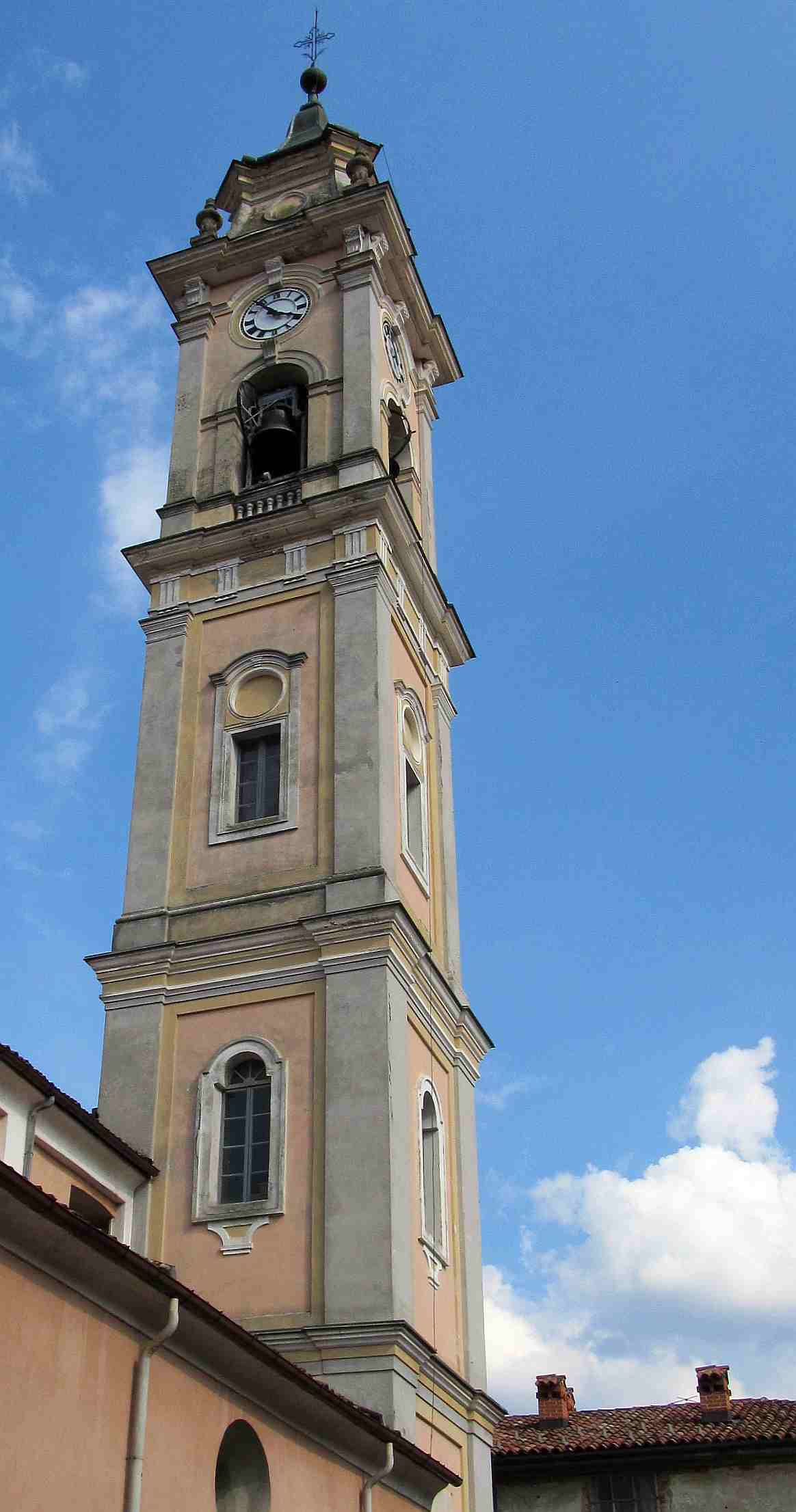
Campanile della parrocchiale.

- Chiesa di Santa Margherita, antica chiesa della famiglia dei signori di Bagnasco, in origine in stile romanico, è stata profondamente ristrutturata nel XVIII secolo in forme barocche. Al suoi interno vi sono cinque altari, statue lignee, e pitture del Morgari. L'organo di Bruno Giosuè Lombardo è del 1853.

- Chiesa di Sant'Antonio Abate, venne costruita tra il 1000 ed il 1100 in stile romanico-lombardo a tre navate e quasi totalmente ricostruita alla fine del XVIII secolo in stile barocco. Conserva una notevole pala d'altare attribuita a Gaudenzio Ferrari, e una serie di tondi raffiguranti i Misteri del Rosario, statue lignee ad opera del Roasio e l'organo del Vegezzi-Bossi costruito nel 1867.

- Complesso di Santa Giulitta: una cappella edificata attorno all'anno 1000 alla quota di 851 m s.l.m., in una spettacolare posizione panoramica che domina la gola del Tanaro. Fu costruita sulle rovine della precedente fortificazione costruita attorno all'800, secondo la tradizione (erroneamente) dai Saraceni. La cappella, che conserva antichi affreschi del XV secolo, venne inserita nel XVII secolo in una chiesa più grande a tre navate edificata sul sito.

- Cappella di San Sebastiano, proprio prima del ponte più a valle, sul Tanaro a salutare i viaggiatori per il Colle dei Giovetti e la Liguria.
- Cappella di San Rocco, di antiche origini.

- Cappella della Madonna del Ponte e cappella della Madonna di Santa Croce. Quest'ultima è stata restaurata all'inizio degli anni novanta e adibita a chiesetta alpina.

## L'economia e l'alluvione del 1994
Il comune fu colpito da una violenta alluvione nel novembre 1994. Tre giorni di piogge ininterrotte che interessarono tutta l'Alta Valle Tanaro provocarono una piena eccezionale dell'omonimo fiume oltre a numerose frane. Il Tanaro esondò in vari punti, danneggiando terreni, diverse abitazioni e i due ponti del paese. In particolare, danneggiò seriamente l'antico ponte romano, vanto del comune, impedendo l'accesso ad una fabbrica (Cartiera), importante fonte di lavoro per una ventina di famiglie. Grazie ad una campagna di raccolta fondi, patrocinata da una famosa trasmissione televisiva (Maurizio Costanzo Show), fu possibile, con le offerte ottenute, costruire un nuovo ponte, quindi scongiurare la chiusura della fabbrica, e ristrutturare quello danneggiato, ora aperto al solo passaggio pedonale.
La fabbrica chiuse qualche anno più tardi, ma, grazie anche alla nuova infrastruttura sul fiume, un'importante ditta italiana, la Fassa Bortolo acquisì gli impianti della fabbrica dismessa e iniziò la nuova attività. Questo grazie alla presenza in loco di rocce adatte alla produzione. Fassa Bortolo che sfrutta la gigantesca cava, invisibile dal basso, perché fatta ad imbuto, con galleria interna per il trasporto a valle delle rocce. Cava sita ai piedi del sito di Santa Giulitta. Ad oggi, nello stabilimento vi lavorano circa 70 persone, sicuramente l'insediamento industriale più importante della cittadina.

## Società

### Evoluzione demografica
Negli ultimi cento anni, a partire dal 1921, la popolazione residente si è dimezzata.
Abitanti censiti

### Etnie e minoranze straniere
Secondo i dati Istat al 31 dicembre 2017, i cittadini stranieri residenti a Bagnasco sono 151, così suddivisi per nazionalità, elencando per le presenze più significative:
1. Romania, 71
2. Albania, 44
3. Marocco, 29

### Tradizioni e folclore
- Bal do Sabre ("Ballo della sciabola") è un'antica danza eseguita in costume saraceno che si tiene ad inizio maggio, deriva probabilmente dalle medioevali schwerttanz alpine[9], mentre è del tutto fantasiosa l'origine d'età saracena.

## Amministrazione

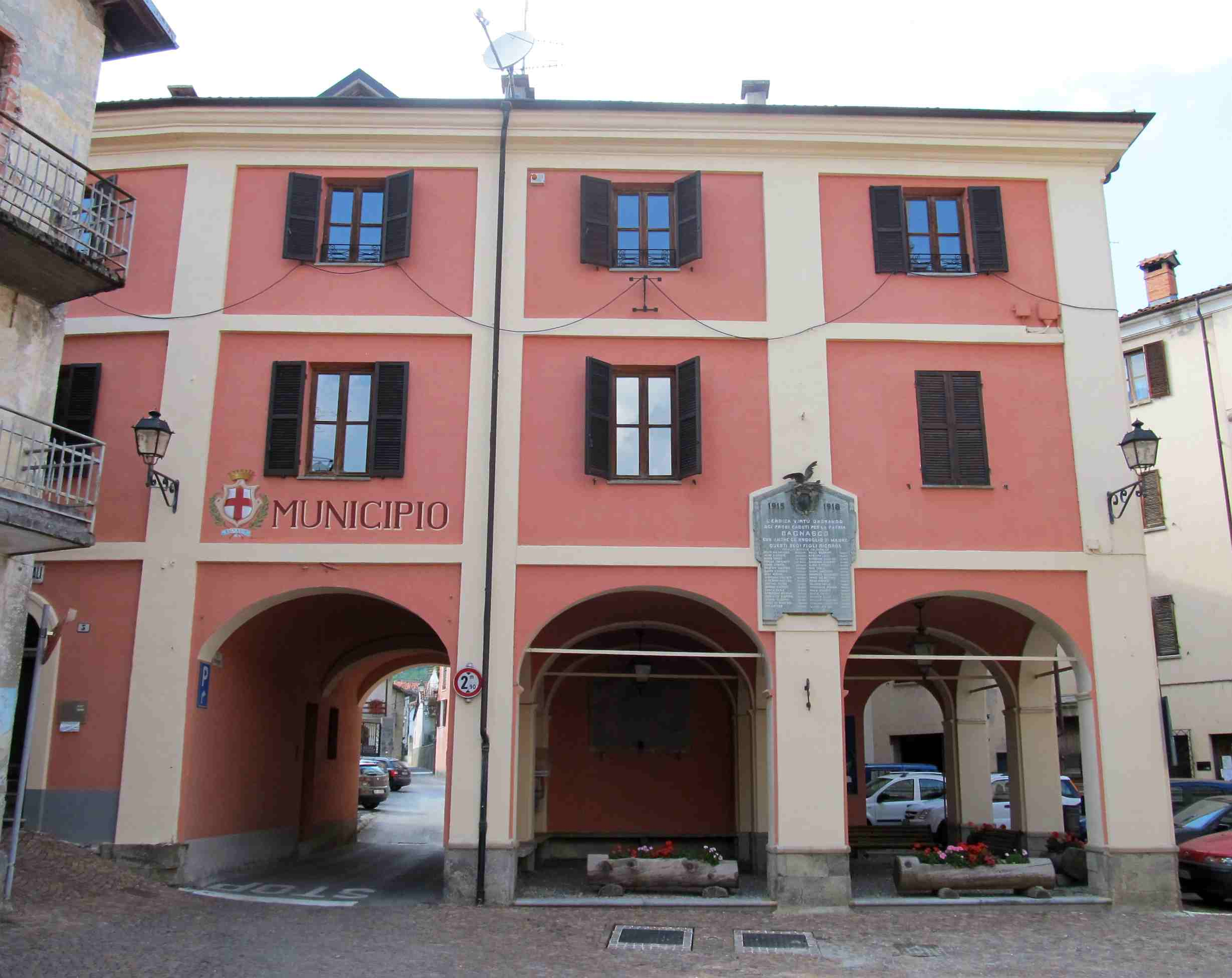
Il palazzo comunale

| Periodo        | Periodo        | Primo cittadino        | Partito      | Carica  | Note   |
| -------------- | -------------- | ---------------------- | ------------ | ------- | ------ |
| 14 giugno 1999 | 14 giugno 2004 | Giuseppe Carazzone     | Indipendente | Sindaco | [ 10 ] |
| 14 giugno 2004 | 8 giugno 2009  | Giuseppe Carazzone     | Lista civica | Sindaco | [ 11 ] |
| 8 giugno 2009  | 26 maggio 2014 | Maria Adelaide Tiboldo | Lista civica | Sindaco | [ 12 ] |
| 26 maggio 2014 | 26 maggio 2019 | Mauro Bertino          | Lista civica | Sindaco | [ 12 ] |
| 26 maggio 2019 | 9 giugno 2024  | Giuseppe Carazzone     | Lista civica | Sindaco | [ 12 ] |
| 9 giugno 2024  | in carica      | Mauro Bertino          | Lista civica | Sindaco | [ 12 ] |

### Altre informazioni amministrative
Faceva parte della comunità montana Alto Tanaro Cebano Monregalese.

## Sport
Nella stagione 2008-2009 il Bagnasco Calcio vince il campionato di Prima Categoria con 69 punti, uno in più rispetto al secondo classificato Revello, espugnando all'ultima giornata con il punteggio di 3-1 il campo della Sommarivese. La squadra della Val Tanaro compie così in due anni il doppio salto di categoria passando dalla Seconda categoria in cui militava l'anno scorso fino al campionato di Promozione, che disputerà nella stagione 2009-2010.